# Matt Belisle
Matthew Thomas Belisle (né le 6 juin 1980 à Austin, Texas, États-Unis) est un lanceur de relève droitier des Twins du Minnesota de la Ligue majeure de baseball.

## Carrière

### Débuts
Matt Belisle est un choix de deuxième ronde des Braves d'Atlanta au repêchage amateur en 1998. Il est alors considéré comme un bel espoir pour Atlanta : Baseball America classe en 2001 le lanceur droitier au 21e rang de son top 100 des joueurs les plus prometteurs. 
Une blessure au dos le garde cependant à l'écart du jeu pendant toute l'année 2001, et Belisle ne figure éventuellement plus dans les plans d'avenir des Braves.
En août 2003, alors qu'il joue en ligue mineure, Atlanta échange Belisle aux Reds de Cincinnati en retour du vétéran lanceur gaucher Kent Mercker.

### Reds de Cincinnati

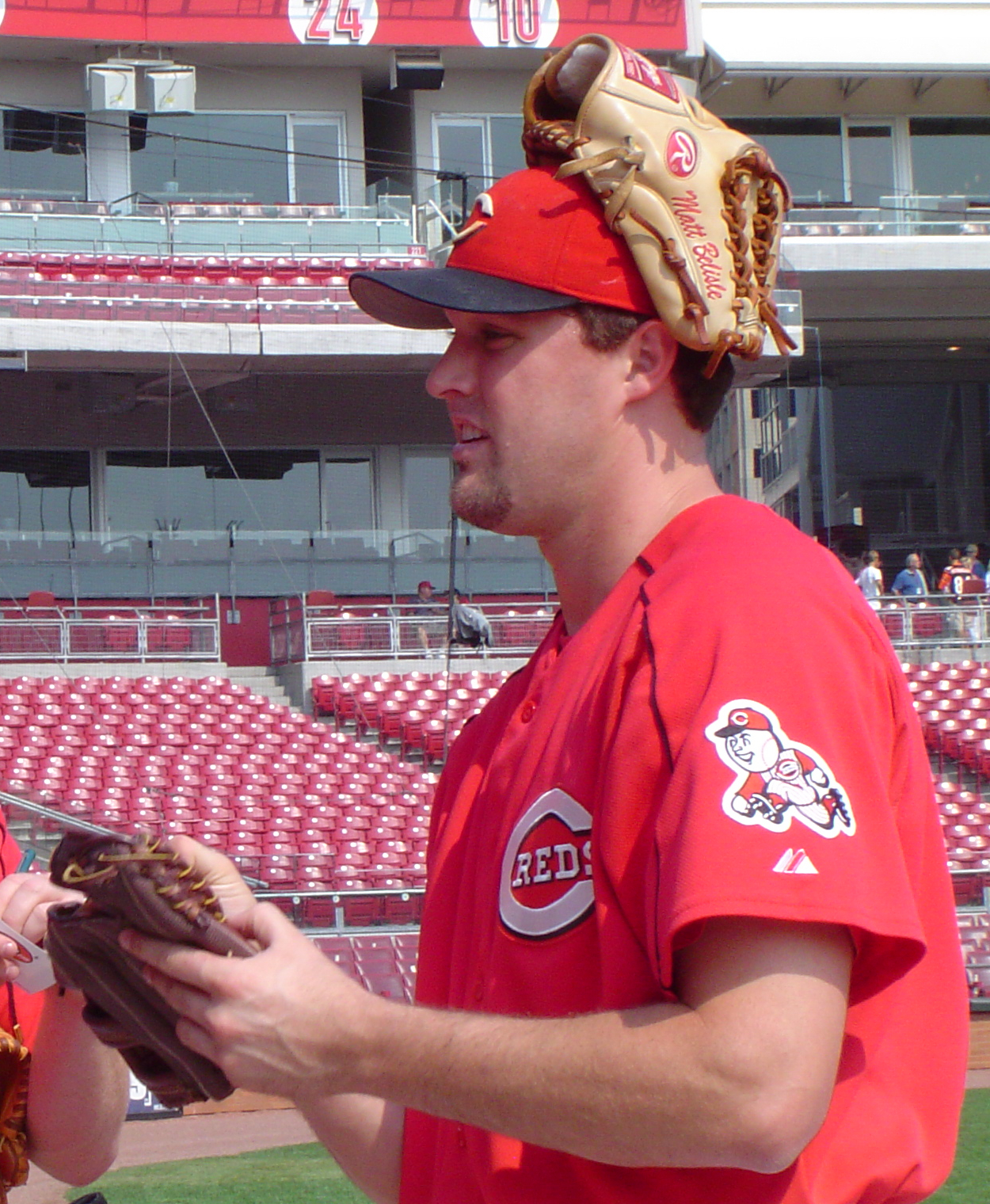
Matt Belisle en 2006 avec les Reds de Cincinnati.

Belisle fait ses débuts dans les majeures en fin de saison 2003, jouant son premier match avec Cincinnati le 7 septembre. À sa deuxième sortie, le 9 septembre, le jeune releveur mérite sa première victoire dans les grandes ligues, dans une partie remportée par les Reds sur les Pirates de Pittsburgh.
Après avoir passé la saison 2004 dans les mineures, Belisle se taille un poste chez les Reds en 2005. Il lance 85 manches et deux tiers en 60 sorties, dont cinq comme lanceur partant et 55 comme releveur. Sa fiche est de quatre gains et huit revers avec une moyenne de points mérités de 4,41. Le 4 juillet contre San Francisco, il enregistre le premier sauvetage de sa jeune carrière.
Des maux de dos limitent sa saison 2006 à 30 parties jouées, dont 28 sorties en relève. Il remporte ses deux décisions et affiche une moyenne de points mérités de 3,60.
En 2007, les Reds tentent l'expérience de l'utiliser uniquement comme lanceur partant. Il passe l'année avec le club et effectue 30 départs, remportant huit décisions contre neuf défaites. Sa moyenne s'élève à 5,25.
Définitivement converti en releveur, Belisle dispute presque toute la saison 2008 dans les mineures et n'apparaît que dans six matchs des Reds. Devenu agent libre à l'automne, il signe en février 2009 avec les Rockies du Colorado.

### Rockies du Colorado

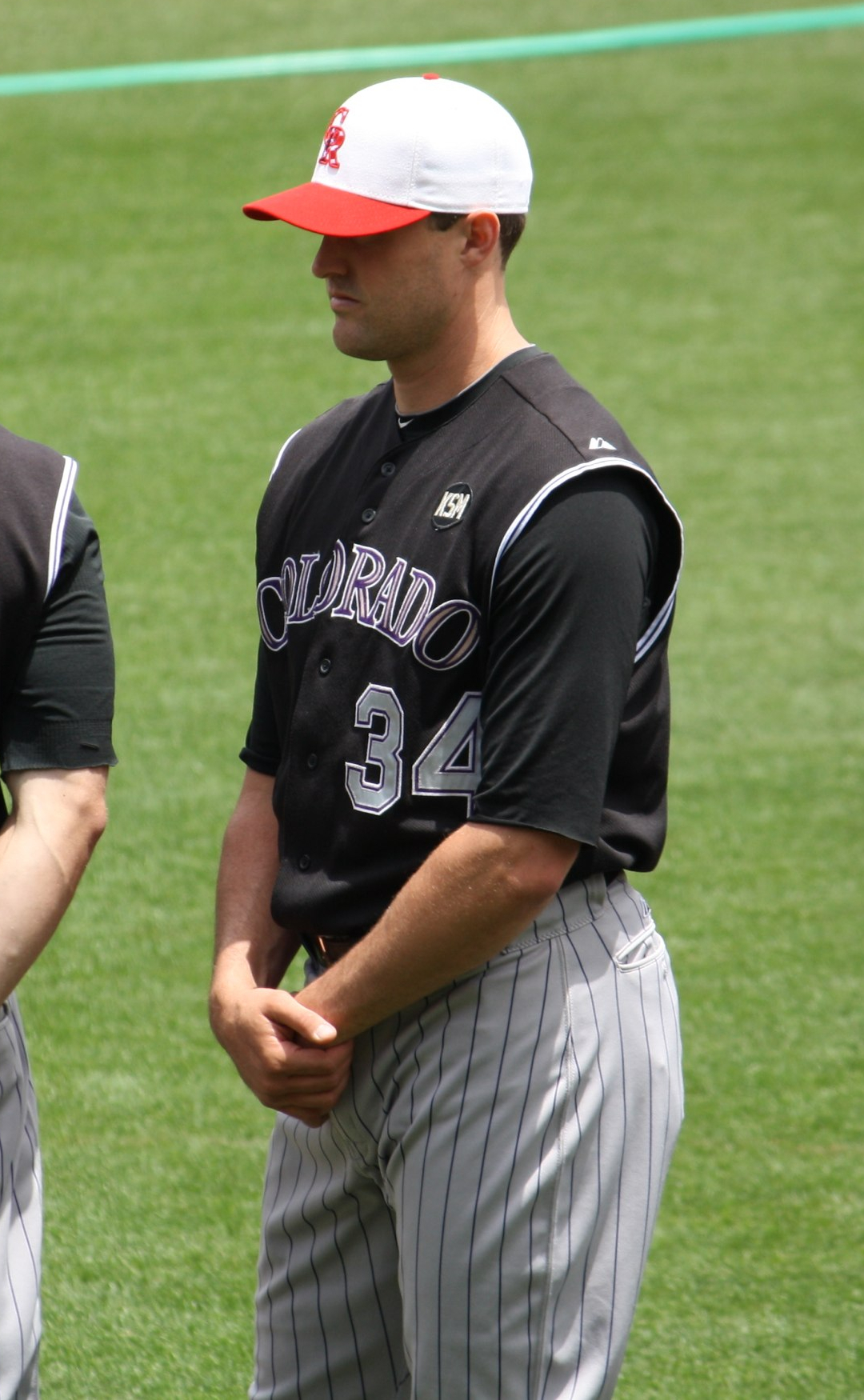
Matt Belisle en 2010 avec les Rockies du Colorado.

Peu utilisé par Colorado en 2009, Belisle fait néanmoins ses débuts en séries éliminatoires dans la Série de division entre les Phillies de Philadelphie et les Rockies. Il lance deux manches en deux matchs, n'accordant qu'un but-sur-balles et aucun coup sûr à l'adversaire.
Belisle connaît sa meilleure saison en 2010 alors qu'il lance 92 manches en 76 sorties en relève, réussissant 91 retraits sur des prises et un sauvetage. Il présente une excellente moyenne de points mérités de 2,93 et remporte sept décisions, contre cinq défaites.
En janvier 2011, il évite l'arbitrage salarial en acceptant une entente d'une saison pour 2,35 millions de dollars avec Colorado. Il effectue 74 sorties et lance 72 manches en 2011, conservant une moyenne de points mérités de 3,25. Dix victoires sont portées à sa fiche, son nombre le plus élevé en carrière, même supérieur à son plus haut total comme lanceur partant, et il subit quatre défaites.
En 2012, il est le lanceur des majeures employé dans le plus grand nombre de matchs (80) mais sa moyenne grimpe à 3,71 en 80 manches de travail. Au cours des deux années suivantes, sa moyenne atteint 4,32 puis 4,87.
Belisle lance en moyenne 68 manches par saison au cours de ses 6 années au Colorado. Il maintient une moyenne de points mérités de 3,88 pour les Rockies. Sa moyenne s'élève à 4,07 dans l'inhospitalier Coors Field où les Rockies jouent leurs matchs locaux, et 3,68 sur la route.

### Cardinals de Saint-Louis
Le 2 décembre 2014, Belisle signe un contrat d'une saison avec les Cardinals de Saint-Louis.
En 2015, Belisle lance son plus bas total de manches depuis sa transition vers le rôle de releveur, mais réalise aussi sa meilleure moyenne de points mérités en carrière : 2,67 en 33 manches et deux tiers lancées en 34 sorties pour Saint-Louis.

### Nationals de Washington
Le 18 février 2016, il signe un contrat des ligues mineures avec les Nationals de Washington